# Oligodon jintakunei
Espèce
Statut de conservation UICN

 DD  : Données insuffisantes
Oligodon jintakunei est une espèce de serpent de la famille des Colubridae.

## Répartition
Cette espèce est endémique du Sud de la Thaïlande. Elle n'est connue que par un unique spécimen découvert dans la province de Krabi.

## Étymologie
Son nom d'espèce, jintakunei, lui a été donné en l'honneur de Piboon Jintakune qui a collecté le spécimen étudié.

## Publication originale
- Pauwels, Wallach, David & Chanhome, 2002 : A New Species of Oligodon (Serpentes, Colubridae) from Southern Peninsular Thailand. Natural History Journal of Chulalongkorn University, vol. 2, n. 2, p. 7-18